# Јамњик (Спишка Нова Вес)
Јамњик (слч. Jamník) насељено је мјесто са административним статусом сеоске општине (слч. obec) у округу Спишка Нова Вес, у Кошичком крају, Словачка Република.

## Становништво
| Година:    | 1994. | 2004.   | 2014.    | 2024.   |
| ---------- | ----- | ------- | -------- | ------- |
| Број људи: | 1049  | 1061    | 1171     | 1202    |
| Разлика:   |       | +1,14 % | +10,36 % | +2,64 % |

| Година:    | 2023. | 2024.   |
| ---------- | ----- | ------- |
| Број људи: | 1192  | 1202    |
| Разлика:   |       | +0,83 % |

Према подацима о броју становника из 2011. године насеље је имало 1.132 становника.